# East Enterprise
East Enterprise – jednostka osadnicza w Stanach Zjednoczonych, w stanie Indiana, w hrabstwie Switzerland.